# Hydropsyche carolina
Hydropsyche carolina är en nattsländeart som beskrevs av Banks 1938. Hydropsyche carolina ingår i släktet Hydropsyche och familjen ryssjenattsländor. Inga underarter finns listade i Catalogue of Life.